# Retno Marsudi
Retno L. P. Marsudi (ur. 27 listopada 1962 w Semarang) – indonezyjska dyplomatka i polityk.
Od 27 października 2014 jest ministrem spraw zagranicznych w gabinecie prezydenta Joko Widodo.